# Franz Egon Schneider
Franz Egon Schneider (* 16. September 1880 in Gerlingen; † 3. November 1943 ebenda) war ein katholischer deutscher Priester, Theologe und Kirchenrechtler.

## Leben
Er studierte in Paderborn, Münster und Bonn. Nach der Priesterweihe 1904 in Paderborn wurde er 1904 Präfekt des Knabenseminars ebenda. Nach der Promotionen zum Dr. iur. utr. 1908 bei Leo von Savigny und Ernst Rosenfeld in Münster und zum Dr. theol. 1911 in Freiburg im Breisgau und der Habilitation 1912 an der Universität Freiburg im Breisgau war er von 1914 bis 1918 Divisionspfarrer im Westen. Er lehrte von 1932 bis 1943 auf dem Lehrstuhl für Kirchenrecht in Münster.
Ab 1901 war er Mitglied der katholischen Studentenverbindung KDStV Bavaria Bonn im CV. Später wurde er noch Mitglied der KDStV Rheno-Franconia München sowie ehrenhalber der AV Arminia Münster, KDStV Ripuaria Freiburg im Breisgau und VKDSt Rhenania Marburg, alle im CV.

## Schriften (Auswahl)
- Das Bischöfliche Gymnasial-Alumnat (Knabenseminar) zu Paderborn. Festschrift zur Einweihung des Erneuerungs- und Erweiterungsbaues im Jahre 1905. Paderborn 1905, OCLC 1071716302.
- Die rechtliche Natur der Vereinbarungen zwischen Staat und Kirche. Münster 1908, OCLC 833158022.
- Die Römische Rota. Nach geltendem Recht auf geschichtlicher Grundlage. Erster Band. Die Verfassung der Rota. Paderborn 1914, OCLC 23914509.